# Кош (село)

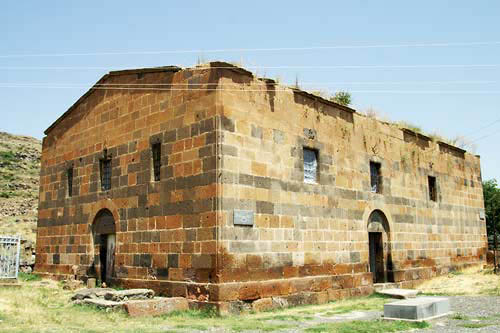
Церква Святого Геворга

Кош (вірм. Կոշ) — село в марзі Арагацотн, на заході Вірменії. Село розташоване за 20 км на захід від міста Аштарак, за 6 км на захід від села Уджан, за 6 км на північний захід від села Арагацотн, за 8 км на північний схід від сіл Шамірам та Аруч, за 6 км на південь від села Аван та за 9 км на південний схід від села Лернарот.

## Пам'ятки
У Коші є дві церкви — Святого Григора (Григорія) XIII — XIV століття та Святого Геворга (Георгія) XIX століття. У північно-східній частині села, на пагорбі розташована фортеця XIII століття. Фортеця має керамічні написи еліністичного стилю. Фортеця має прямі кути та круглі вежі. Фортеця виконана з великих кам'яних блоків туфу вулканічної породи, а нижня частина складається з базальтових блоків. Існують численні залишки від ранньої Залізної доби та руїн житлових будинків, великих кам'яних блоків базальту.